# Anthony Giacoppo
Anthony Giacoppo (13 mei 1986) is een Australisch wielrenner die anno 2018 rijdt voor Bennelong SwissWellness Cycling Team.

## Belangrijkste overwinningen
2012
 Australisch kampioen criterium, Elite
3e etappe Jayco Bay Cycling Classic
1e en 3e etappe Ronde van Taiwan
3e etappe Ronde van Borneo
Proloog Ronde van Kumano
2013
4e etappe Jelajah Malaysia
2016
Proloog en 3e etappe Ronde van Japan
2018
Proloog en 2e etappe Ronde van China II

## Ploegen
- 2011 –  Genesys Wealth Advisers
- 2012 –  Genesys Wealth Advisers
- 2013 –  Huon Salmon-Genesys Wealth Advisers
- 2014 –  Avanti Racing Team
- 2015 –  Avanti Racing Team
- 2016 –  Avanti IsoWhey Sport
- 2017 –  IsoWhey Sports SwissWellness
- 2018 –  Bennelong SwissWellness Cycling Team

Earle · Flakemore · Giacoppo · Haas · Lovelock · Marshall · Marwood · Rigg · Sanderson · Shaw · Von Hoff · K.Walker · T.Walker
Carver · Crawford · Davis · Dyball · Earle · Flakemore · Giacoppo · Hose · Lovelock · Marwood · Pearson · Rigg · Robinson · Sanderson · Shaw · K.Walker
Beckinsale · Clements · Cooper · Crawford · Davis · Donnelly · Dyball · Earle · Flakemore · Giacoppo · Haig · Jones · Lovelock · Robinson · Shaw · K.Walker
Beckinsale · Clark · Cooper · Davis · Donnelly · Dyball · Fetch · Flakemore · Giacoppo · Gunman · Haig · Jones · Law · Lovelock-Fay · O'Brien · Robinson · van der Ploeg
Aitcheson · Cooper · Crome · Giacoppo · F.Gough · R.Gough · Hamilton · Hucker · Karwowski · Lake · Lane · Mudgway · O'Brien · O'Connor · Shaw · Stevenson · van der Ploeg · Zenovich
Bayly · Bowden · Christie-Johnson · Cooper · Crome · Davids · Elliott · Freiberg · Giacoppo · Harper · Lake · Lea · Porter · Roe · D. Sunderland · S. Sunderland · Toovey · Von Hoff · Ward